# Тиранчик-тонкодзьоб північний
Тира́нчик-тонкодзьо́б північний (Camptostoma imberbe) — вид горобцеподібних птахів родини тиранових (Tyrannidae). Мешкає в США, Мексиці і Центральній Америці.

## Опис
Довжина птаха становить 9,5-10,5, вага 7,5 г. Голова темно-коричнева, на тімені помітний чуб, над очима бліді "брови". Верзхня частина тіла сіра з зеленуватим відтінком, надхвістя дещо світліше. Крила коричневі з жовтими краями і двома білуватими смужками. Хвіст коричневий, горло сіре, груди жовтуваті. Дзьоб рожевуватий.

## Поширення і екологія
Північні тиранчики-тонкодзьоби гніздяться на півдні Сполучених Штатів Америки (Аризона, Техас), в Мексиці, Гватемалі, Белізі, Сальвадорі, Гондурасі, на заході Нікарагуа та на північному заході Коста-Рики. Популяції США і північно-західної Мексики взимку мігрують на південь. Північні тиранчики-тонкодзьоби живуть в тропічних лісах, чагарникових заростях, саванах, пустелях і напівпустелях, на плантаціях, в парках і садах. Зустрічаються на висоті до 1500 м над рівнем моря. 

## Поведінка
Північні тиранчики-тонкодзьоби живляться комахами, павуками та іншими дрібними безхребетними, яких шукають серед рослинності, іноді доповнююить свій раціон ягодами і дрібними плодами. Сезон розмноження в США триває з березня по серпень, в Центральній Америці з березня по червень. Гніздо куполоподібне з бічним входом, робиться з листя і рослинних волокон, розміщується на дереві. В кладці 2 яйця. Інкубаційний період триває 14-15 днів, пташенята покидають гніздо через 17 днів після вилуплення. Насиджує лише самиця.

## Збереження
МСОП класифікує цей вид як такий, що не потребує особливих заходів зі збереження. За оцінками дослідників, популяція північних тиранчиків-тонкодзьобів становить приблизно 2 мільйони птахів.